# 斯拉巴什
49°46′59″N 23°16′11″E / 49.78306°N 23.26972°E
斯拉巴什（烏克蘭語：Слабаш），是烏克蘭西部的村莊，隸屬利維夫州的亞沃里夫區。該村始建於1939年，面積0.46平方公里，海拔高度219米，2001年人口89，人口密度每平方公里193.9人。